# (9346) Fernandel
(9346) Fernandel es un asteroide perteneciente al cinturón de asteroides, descubierto el 4 de septiembre de 1991 por Eric Walter Elst desde el Observatorio de La Silla, Chile.

## Designación y nombre
Designado provisionalmente como 1991 RN11. Debe su nombre a Fernand Joseph Désié Contandin, más conocido como el actor de cine Fernandel (1903-1971), quien dirigió la inolvidable película La Vaca y el Prisionero en 1959, junto con la vaca Maguerite. También creó el personaje de Don Camilo, basado en la obra de Giovannino Guareschi.

## Características orbitales
Fernandel está situado a una distancia media del Sol de 2,430 ua, pudiendo alejarse hasta 2,856 ua y acercarse hasta 2,004 ua. Su excentricidad es 0,175 y la inclinación orbital 3,203 grados. Emplea 1383,52 días en completar una órbita alrededor del Sol.
Pertenece a la familia de asteroides de (135) Hertha.

## Características físicas
La magnitud absoluta de Fernandel es 14,12. Tiene 4,725 km de diámetro y su albedo se estima en 0,165.